# Mariendals Mølle Motorvejen
Mariendals Mølle Motorvejen var en ca. en kilometer lang motorvejsindføring  i det sydlige Aalborg. Navnet kommer efter den nærliggende Mariendals Mølle.
Reelt fungerede Mariendals Mølle Motorvejen som en motorvejsfrakørsel (frakørsel 28 Aalborg S) på den Nordjyske Motorvej (E45), som forbandt Hobrovej i det sydlige Aalborg med motorvejene mod både nord og syd, samt Aalborg Midtby med motorvejen i sydgående retning.
Mariendalsmøllemotorvejen åbnede sammen med Ådalsmotorvejen d. 13. juni 1978 og blev d. 21. september 2018 konverteret til hovedvej som en del af Egnsplanvej.